# Phauloppia coineaui
Phauloppia coineaui är en kvalsterart som beskrevs av Travé 1961. Phauloppia coineaui ingår i släktet Phauloppia och familjen Oribatulidae. Inga underarter finns listade i Catalogue of Life.